# 威廉·麦库尔
威廉·卡梅伦·“威利”·麦库尔（英語：William Cameron "Willie" McCool，1961年9月23日—2003年2月1日），美國太空人，美国海军中校、试飞员。在哥伦比亚号航天飞机执行任务时殉职。
小行星51829號以其名字命名作為紀念。